# فيدات موريكي
فيدات موريكي (24 أبريل 1994 ببريزرن في كوسوفو - ) هو لاعب كرة قدم كوسوفي في مركز الهجوم. شارك مع منتخب كوسوفو تحت 21 سنة لكرة القدم ومنتخب ألبانيا تحت 21 سنة لكرة القدم. أما مع النوادي، فقد لعب مع غيرسون سبور ونادي تيوتا دورس و الآن يلعب في نادي لاتسيو الإيطالي وKF Liria Prizren ‏ وKF Besa Kavajë ‏.

## روابط خارجية
- فيدات موريكي على موقع الاتحاد الدولي (مؤرشف)  (الإنجليزية)
- فيدات موريكي على موقع الاتحاد الأوربي (الإنجليزية)
- فيدات موريكي على موقع اتحاد تركيا (لاعب) (الإنجليزية)
- فيدات موريكي على موقع قاعدة بيانات كرة القدم.إي يو (الإنجليزية)
- فيدات موريكي على موقع ناشيونال فوتبول تيمز (الإنجليزية)
- فيدات موريكي على موقع Soccerbase.com (لاعب) (الإنجليزية)
- فيدات موريكي على موقع Soccerway.com (الإنجليزية)
- فيدات موريكي على موقع عالم كرة القدم.نت (الإنجليزية)